# Kosárlabda az 1976. évi nyári olimpiai játékokon
Az 1976. évi nyári olimpiai játékokon a kosárlabdatornákat július 18. és 28. között rendezték. 1976-ban először rendeztek női kosárlabdatornát az olimpiák történetében.

## Éremtáblázat
(Az egyes számoszlopok legmagasabb értéke vagy értékei vastagítással kiemelve.)
| Az 1976. évi nyári olimpiai játékok éremtáblázata kosárlabdában | Az 1976. évi nyári olimpiai játékok éremtáblázata kosárlabdában | Az 1976. évi nyári olimpiai játékok éremtáblázata kosárlabdában | Az 1976. évi nyári olimpiai játékok éremtáblázata kosárlabdában | Az 1976. évi nyári olimpiai játékok éremtáblázata kosárlabdában | Olimpia  |
| --------------------------------------------------------------- | --------------------------------------------------------------- | --------------------------------------------------------------- | --------------------------------------------------------------- | --------------------------------------------------------------- | -------- |
|                                                                 | Ország                                                          | Arany                                                           | Ezüst                                                           | Bronz                                                           | Összesen |
| 1.                                                              | Egyesült Államok (USA)                                          | 1                                                               | 1                                                               | 0                                                               | 2        |
| 2.                                                              | Szovjetunió (URS)                                               | 1                                                               | 0                                                               | 1                                                               | 2        |
|                                                                 |                                                                 |                                                                 |                                                                 |                                                                 |          |
| 3.                                                              | Jugoszlávia (YUG)                                               | 0                                                               | 1                                                               | 0                                                               | 1        |
|                                                                 |                                                                 |                                                                 |                                                                 |                                                                 |          |
| 4.                                                              | Bulgária (BUL)                                                  | 0                                                               | 0                                                               | 1                                                               | 1        |
|                                                                 |                                                                 |                                                                 |                                                                 |                                                                 |          |
| Összesen                                                        | Összesen                                                        | 2                                                               | 2                                                               | 2                                                               | 6        |

## Érmesek

### Férfi torna
| Az 1976. évi nyári olimpiai játékok érmesei férfi kosárlabdában                                                                                              | Az 1976. évi nyári olimpiai játékok érmesei férfi kosárlabdában | Az 1976. évi nyári olimpiai játékok érmesei férfi kosárlabdában | Az 1976. évi nyári olimpiai játékok érmesei férfi kosárlabdában |
| --- | --- | --- | --------------------------------------------------------------- |
| Arany | Ezüst | Bronz |                                                                 |
| Egyesült Államok (USA) | Jugoszlávia (YUG) | Szovjetunió (URS) |                                                                 |
| Tate Armstrong Quinn Buckner Kenny Carr Adrian Dantley Walter Davis Phil Ford Ernie Grunfeld Phil Hubbard Mitch Kupchak Tom LaGarde Scott May Steve Sheppard | Krešimir Ćosić Dražen Dalipagić Mirza Delibašić Blagoja Georgijevszki Vinko Jelovac Željko Jerkov Dragan Kićanović Andro Knego Zoran Slavnić Damir Šolman Žarko Varajić Rajko Žižić | Vlagyimir Arzamaszkov Alekszandr Belov Szergej Belov Ivan Jadeska Miheil Korkia Andrej Makejev Valerij Miloszerdov Anatolij Miskin Olekszandr Szalnikov Volodimir Tkacsenko Alzsan Zsarmuhamedov Vlagyimir Zsigilij |                                                                 |

### Női torna
| Az 1976. évi nyári olimpiai játékok érmesei női kosárlabdában | Az 1976. évi nyári olimpiai játékok érmesei női kosárlabdában | Az 1976. évi nyári olimpiai játékok érmesei női kosárlabdában | Az 1976. évi nyári olimpiai játékok érmesei női kosárlabdában |
| --- | --- | --- | ------------------------------------------------------------- |
| Arany | Ezüst | Bronz |                                                               |
| Szovjetunió (URS) | Egyesült Államok (USA) | Bulgária (BUL) |                                                               |
| Olga Bariseva Tamāra Dauniene Nyelli Ferjabnyikova Natalija Klimova Rajisza Kurvjakova Tatyjana Ovecskina Angelė Rupšienė Uļjana Semjonova Nagyezsda Suvajeva Olga Szuharnova Nagyezsda Zaharova Tetyana Zaharova | Cindy Brogdon Nancy Dunkle Lusia Harris Patricia Head Charlotte Lewis Nancy Lieberman Gail Marquis Ann Meyers Mary Anne O’Connor Patricia Roberts Susan Rojcewicz Juliene Simpson | Kraszimira Bogdanova Diana Dilova Kraszima Gjurova Nadka Golcseva Todorka Jordanova Petkana Makaveeva Penka Metodieva Sznezsana Mihajlova Margarita Starkelova Gergina Szkerlatova Marija Sztojanova Penka Sztojanova |                                                               |